# Karen Mulder
Karen Mulder   (Vlaardingen, 1 de juny de 1969) és una ex model i cantant neerlandesa. Durant els anys 90, va tenir una reeixida carrera com a model i va ser reconeguda com una “top model” de classe a nivell mundial per diversos mitjans de comunicació. Al seu país natal, els Països Baixos, Mulder és ben recordada per la seva ruptura pública i posterior intent de suïcidi.

## Biografia
Va néixer en 1970 i es va criar a la Haia i Voorburg. El seu pare, Ben, és inspector d'Hisenda i la seva mare, Marijke, és secretària. Karen té una germana menor, Saskia, que es va convertir en actriu després d'una temporada estudiant economia. En 1985, la seva família va ser en un viatge de campament al sud de França. Karen va veure en un periòdic l'anunci d'un concurs de l'agència de models Elite "Look of the Year". Un amic va prendre algunes fotografies que tenia d'ella i les va enviar a Elite sense el coneixement de Karen. Va guanyar el concurs preliminar a Amsterdam, i va anar a la final del certamen, quedant en segon lloc. Aviat es va traslladar a París per a la seva primera sessió de modelatge. Després, va deixar el batxillerat per a viatjar a Itàlia amb la seva mare per a una sessió de fotos oficials, i després a París a l'escola de models, Elite, on es va fer càrrec de la seva carrera.
En el seu segon any en la passarel·la, ja estava modelant per a Valentino, Yves Saint Laurent, Lanvin, Versace i Giorgio Armani. Va aparèixer en la portada de Vogue i en una campanya publicitària de Nivea.
També va aparèixer en altres campanyes que inclouen a Calvin Klein, Claude Montana, Ralph Lauren, el perfum de Yves Saint-Laurent Rive Gauche, així com Guerlain, Chloé, Revlon, Jacques Fath, Gianfranco Ferré, Gianni Versace, Chanel i Hervé Léger. Karen ha treballat amb alguns dels fotògrafs més grans de la moda, com Javier Vallhonrat, Peter Lindbergh, Patrick Demarchelier, Bruce Weber, Helmut Newton, Vadukul Max, Gilles Bensimon, Fabrizio Ferri, Steven Meisel, Irving Penn, Robert Erdmann i Elgort Arthur.
Un dels primers números de la revista Top Model es va dedicar per complet a Mulder juntament amb tot un número de Vogue Itàlia. Les seves dues aparicions en Sports Illustrated, Swimsuit Issue en 1997 i 1998, i les seves poses per al catàleg de Victoria Secret van mostrar el major perfil de Karen.
Anomenada "La rossa amb classe" pels editors de Vogue, va passar a compartir passarel·les amb models com Kate Moss, Cindy Crawford, Claudia Schiffer, Valeria Mazza i Naomi Campbell. En aquest moment en la seva carrera ella estava guanyant fins a 10.000 lliures al dia. Karen Mulder es va retirar del modelatge l'any 2000.
Després, va tractar de tenir altres carreres. Va provar en l'actuació, fent el seu debut en el curtmetratge francès “A Theft, One Night “(Un robatori, una nit) en 2001. També va iniciar la seva carrera en la música, però va tenir un èxit limitat. El seu primer intent d'establir una carrera musical va ser la seva versió de Gloria Gaynor "I Am What I Am", que va aparèixer en les llistes de música francesa durant un temps en l'estiu de 2002.
El 1988, a l'edat de 18 anys, Mulder es va casar amb el fotògraf francès René Bosne. El 1993, el seu matrimoni s'havia esfondrat i es van divorciar. Mulder diu que la seva vida va canviar en 1993 quan va anar anant i venint des d'aeroport en aeroport, amb molt poc temps a casa. Durant aquesta etapa de la seva vida, va conèixer Jean-Yves Le Fur, en l'àrea d'espera d'un aeroport de París. Aviat es van comprometre.
Le Fur va començar a manejar fora de la passarel·la la carrera de Karen. El 1995, va col·laborar amb Hasbro en una nina de Karen Mulder, la qual cosa va estimular el desenvolupament de tota una línia de nines inspirada en supermodels del moment. Le Fur i Mulder van fer un infocomercial i un vídeo. El projecte favorit de Mulder va ser un CD-ROM de bellesa en la qual va donar consells de maquillatge, exercicis i bellesa. En 1995, compra un castell a França i estableix un pla per a proporcionar vacances allí per als nens desfavorits.